# 142 Polana
A 142 Polana a Naprendszer kisbolygóövében található aszteroida. Johann Palisa fedezte fel 1875. január 28-án.